# Christoph Valdarfer
Christoph Valdarfer (Ratisbona, prima metà del XV secolo – Milano, 1489 circa) è stato un tipografo tedesco, attivo in Italia tra Venezia e Milano.

## Biografia
Non si conosce la sua data di nascita, né come abbia appreso l'arte della stampa. La prima notizia di lui si ha da un atto notarile, datato 24 gennaio 1470, che lo colloca a Padova.
La prima edizione datata e sottoscritta da Valdarfer è il De oratore di Cicerone, nel cui colophon, dopo la data «Anno Do. M.CCCC.LXX» senza luogo, si leggono tra gli altri i seguenti versi latini: «Christophori impressus hic liber arte fuit, / cui stirps Valdarfer patria estque Ratispona tellus». Venezia («illustri Venetum in urbe») come luogo di stampa per la sua bottega è indicato da Valdarfer solo nella raccolta di Orationes ciceroniane. Delle sue edizioni veneziane si segnalano nel 1471 la prima stampa datata del Decamerone di Boccaccio e nello stesso anno l'editio princeps delle Epistulae di Plinio il Giovane, a cura di Ludovico Carbone (datata ma non sottoscritta).
Nel 1472 Valdarfer si trasferì a Milano, dove il 6 agosto 1473 davanti al notaio Antonio Zunico costituì una società editoriale in parti uguali con Filippo Cavagni da Lavagna e con l'umanista Cola Montano: al Valdarfer spettava il compito di stampare. Infatti il primo libro milanese di Valdarfer, il De officiis di Sant'Ambrogio, è sottoscritto da lui solo: «Impressus Mediolani, per Christoforum Valdarfer Ratisponensem, M.CCCC.LXXIIII die VII Ianuarii».
Il 9 maggio 1477 Valdarfer e Cavagni si ritrovarono davanti al notaio Zunico per sciogliere di comune accordo la società.
Dopo il 21 febbraio 1478 Valdarfer lasciò Milano per recarsi a Basilea, dove collaborò con il tipografo Bernhard Richel, ma vi fece ritorno all'inizio del 1482. Delle sue edizioni milanesi si ricordano nel 1476 le Satyrae hecatosticae di Francesco Filelfo e nel 1483 il De quinquaginta argumentis moralibus di Masuccio Salernitano.
La sua ultima edizione conosciuta sono gli Opuscula di San Tommaso d'Aquino del 1º marzo 1488.
La sua morte dovette avvenire non molto tempo dopo a Milano.